# Eyershausen
Eyershausen ist ein Gemeindeteil der Stadt Bad Königshofen im Grabfeld im unterfränkischen Landkreis Rhön-Grabfeld in Bayern.

## Geografie
Das Kirchdorf liegt im unterfränkischen Teil des Grabfelds und gehört zum Naturpark Haßberge.

## Geschichte
799 schenkte Äbtissin Emhilt von Milz dem Kloster Fulda ihre Güter in „Hishereshus“. Der Name Eyershausen bedeutet: bei den Häusern des Isher. Um 1100 fiel Eyershausen an die Herrschaft der Grafen von Henneberg, von denen es 1473 an das Hochstift Würzburg kam und dem Amt Königshofen angegliedert wurde.
1509 gab Bischof Lorenz von Bibra dem Ort eine Dorfordnung. 1575 wurde unter dem Würzburger Fürstbischof Julius Echter von Mespelbrunn, der die Gegenreformation in der Gemeinde durchführen ließ, eine katholische Pfarrei gegründet. 1643 wurde das Dorf im Dreißigjährigen Krieg von den Schweden eingeäschert. 1744 erhielt Eyershausen das Braurecht.
1803 wurde Eyershausen zugunsten Bayerns säkularisiert, dann im Frieden von Preßburg 1805 Erzherzog Ferdinand von Toskana zur Bildung des Großherzogtums Würzburg überlassen, mit welchem es 1814 endgültig an Bayern fiel. Im Zuge der Verwaltungsreformen in Bayern entstand mit dem Gemeindeedikt von 1818 die heutige Gemeinde.
1958 wurde eine Flurbereinigung durchgeführt. Am 1. April 1972 wurde Eyershausen im Zuge der Gebietsreform in Bayern in die Stadt Bad Königshofen im Grabfeld eingegliedert.

## Baudenkmäler

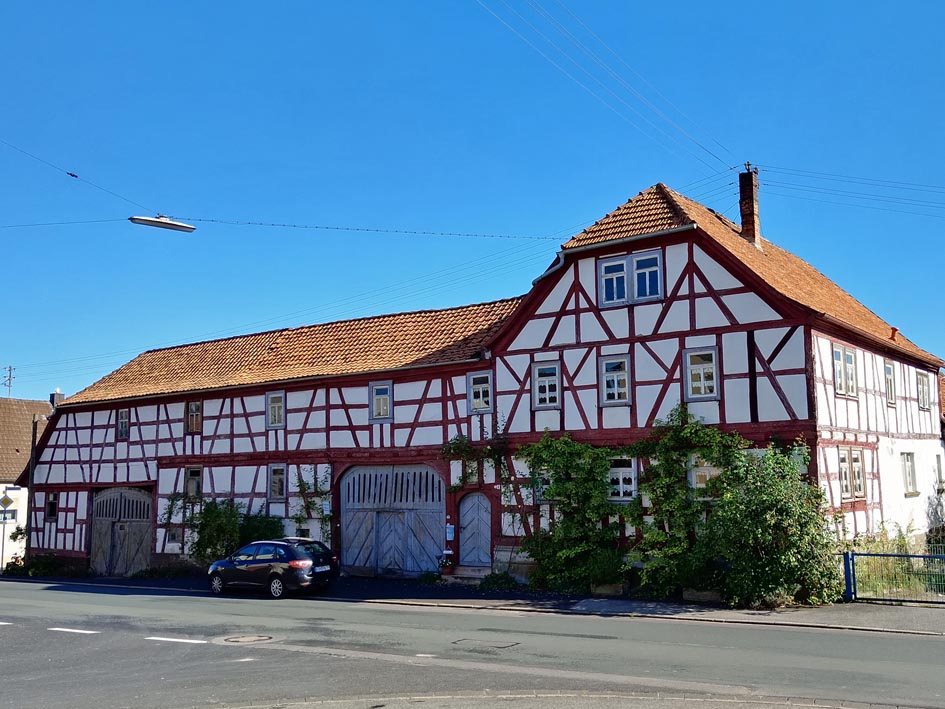
Eyershäuserstrasse 8

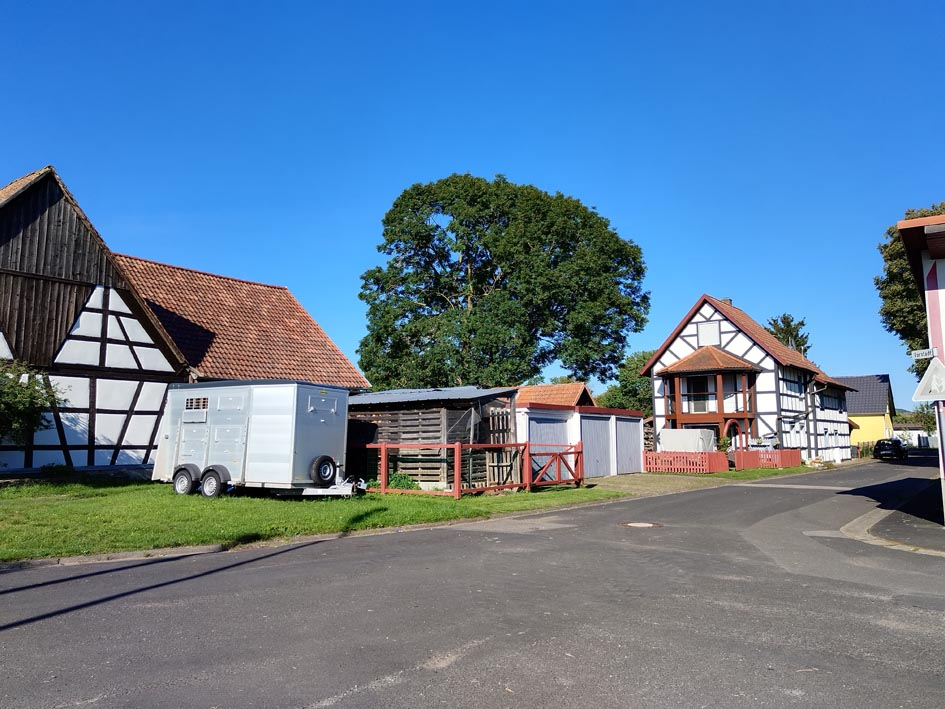
Eyershausen Vorstadt

In der Liste der Baudenkmäler in Bad Königshofen im Grabfeld sind für Eyershausen 25 Baudenkmale aufgeführt.
- Die katholische Pfarrkirche St. Wendelin,[4] ein Rokokobau, wurde im Jahre 1751/52 errichtet. Die Deckengemälde wurden von Georg Anton Urlaub gemalt, Johann Peter Herrlein und Johann Joseph Keßler wirkten ebenfalls bei der Ausgestaltung mit, das Gotteshaus gilt als eines der schönsten in weitem Umkreis.

## Bodendenkmäler
- Liste der Bodendenkmäler in Bad Königshofen im Grabfeld#Gemarkung Eyershausen

## Religion
Eine dem heiligen Bonifatius geweihte Kirche wurde erstmals 1354 genannt. Zunächst zur Abtei Fulda gehörend, wechselte sie 1473 zum Bistum Würzburg. 1456 bestätigte Bischof Johann III. von Grumbach die zu Eyershausen gestiftete Frühmesse. Zuvor gehörte der Ort lange Zeit zur Urpfarrei Untereßfeld und später zu Trappstadt. 1590 wurde die Kirche von Bischof Julius Echter von Mespelbrunn (1573–1617) zur Pfarrei erhoben und um 1610 restauriert. 1752 wurde die alte Kirche eingelegt und der Neubau unter der Leitung des Arnsteiner Baumeisters Johann Müller (1709–1762) begonnen. Die Weihe zu Ehren des Heiligen Wendelin erfolgte durch den Würzburger Bischof Daniel Antonius von Gebsattel am 23. August 1754.

## Persönlichkeiten

### Söhne und Töchter des Ortes
- Bernhard Halbig (1913–1983), Buchhändler und Verbandsfunktionär
- Werner Stephan (1924–2009), Komponist

### Personen mit Verbindung zu Eyershausen
- Karl Albert (1743–1819), Bildhauer, schnitzte im Jahre 1777 die zwei Erzengel-Figuren Michael und Raphael der Dorfkirche